# عقد 150
عقد 150 هو عقد امتد بين 1 يناير 150 و31 ديسمبر 159 بحسب التقويم الميلادي. سبقه عقد 140 ولحقه عقد 160.

## مواليد
- يوان شاو (154)
- جورديان الأول (159)
- سون جيان (155)
- كاسيوس ديو (155)
- الإمبراطور لينغ من هان (156)
- تساو تساو (155)
- برديصان (154)

## وفيات
- مركيانوس (154)
- بوليكاربوس (155)
- بيوس الأول (154)

## كتب
- Yves Denis Papin (1998). Chronologie de l'histoire ancienne. Lieu de publication non identifié: Éditions Jean-paul Gisserot. ISBN:2-87747-346-5. OCLC:40746926. مؤرشف من الأصل في 2022-03-16.
- موسوعة حضارة العالم (2002) لأحمد محمد عوف.

## روابط خارجية
- تصفح سنة بسنة عقد 150 على موقع onthisday.com
- تصفح سنة بسنة عقد 150 ابتداءً من سنة عقد 150 على موقع المكتبة الوطنية الفرنسية